# Прапор Джерсі
Прапор Джерсі (англ. Flag of Jersey, фр. Drapeau du Jersey) — прапор коронного володіння британської корони, один з офіційних символів острова Джерсі.
До 1981 року неофіційно використовувався прапор Святого Патрика (червоний Андріївський хрест на білому тлі) зі співвідношенням сторін 3:5, який почали використовувати, ще приблизно у 1830-х роках.
Проте 12 червня 1979 року парламент Джерсі прийняв, 10 грудня 1980 року він був схвалений королевою, а з 7 квітня 1981 року офіційно був введений новий прапор. Він нагадував старий, проте з гербом і короною.

## Інші прапори

Попередній прапор Джерсі

Прапор, який використовується тільки на одному судні — «Герцог Нормандії»

Прапор британського лейтенант-губернатора Джерсі